# Парк Лејн (Охајо)
Парк Лејн (енгл. Park Layne) насељено је место без административног статуса у америчкој савезној држави Охајо.

## Демографија
По попису из 2010. године број становника је 4.343, што је 176 (-3,9%) становника мање него 2000. године.
| Група             | 2000.         | 2010.         |
| Белци             | 4.327 (95,8%) | 4.023 (92,6%) |
| Афроамериканци    | 21 (0,5%)     | 29 (0,7%)     |
| Азијати           | 12 (0,3%)     | 15 (0,3%)     |
| Хиспаноамериканци | 66 (1,5%)     | 180 (4,1%)    |
| Укупно            | 4.519         | 4.343         |